# Smithfield, Illinois
Smithfield är en ort i Fulton County i delstaten Illinois, USA.